# Neravai (Vilnius)

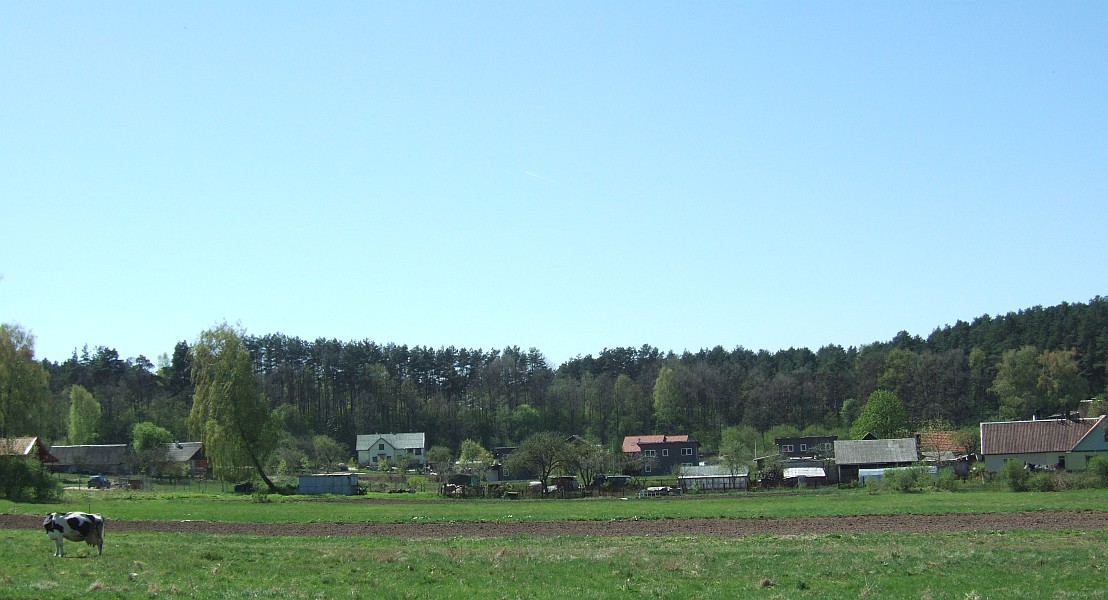
Dorf

Neravai ist ein Dorf mit 45 Einwohnern (Stand: 2021) im Amtsbezirk Grigiškės der Stadtgemeinde Vilnius in Litauen, in der Nähe von der Stadt Grigiškės, am linken Ufer des Flusses Neris. In der Nähe des Dorfes befinden sich mehrere archäologische Stätten. Im Bereich zwischen dem Friedhof und dem Bahnzweig zur Papierfabrik Grigiškės befindet sich ein großer Grabhügel aus dem 4.–10. Jahrhundert. Etwa 1 km nordöstlich des Dorfes befindet sich der eisenzeitliche Neravai-Burghügel.
1931 gab es 84 Einwohner.